# Jan Kudlička
Jan Kudlička (né le 29 avril 1988 à Opava) est un athlète tchèque, spécialiste du saut à la perche.

## Biographie
Il se classe sixième des Championnats du monde cadets 2005 et cinquième des Championnats du monde junior 2006. Auteur de 5,70 m à Prague en 2008, il se classe dixième des Jeux olympiques de Pékin avec un saut à 5,45 m. En 2012, à Kladno, Jan Kudlička porte son record personnel à 5,73 m.
Médaillé de bronze lors de l'édition 2014, Jan Kudlicka échoue au pied du podium des Championnats du monde en salle de Portland en mars 2016 avec 5,75 m. Il remporte en juin 2016 les Championnats nationaux avec un saut à 5,55 m.
Le 22 juin suivant à Prague, le Tchèque bat le record national de Michal Balner (5,82 m) en effaçant une barre à 5,83 m. Cette performance le situe à la 3e place des bilans européens. Le 8 juillet, il devient vice-champion d'Europe à l'occasion des Championnats d'Europe d'Amsterdam avec un saut à 5,60 m, battu aux essais par le Polonais Robert Sobera.

## Palmarès
| Date | Compétition                       | Lieu             | Résultat | Marque  |
| ---- | --------------------------------- | ---------------- | -------- | ------- |
| 2005 | Championnats du monde cadets      | Marrakech        | 6e       | 5,05 m  |
| 2006 | Championnats du monde juniors     | Pékin            | 5e       | 5,30 m  |
| 2008 | Jeux olympiques                   | Pékin            | 10e      | 5,45 m  |
| 2009 | Championnats d'Europe par équipes | Leiria           | 6e       | 5,55 m  |
| 2010 | Championnats d'Europe             | Barcelone        | 10e      | 5,60 m  |
| 2011 | Championnats d'Europe par équipes | Stockholm        | 6e       | 5,50 m  |
| 2011 | Championnats du monde             | Daegu            | 9e       | 5,65 m  |
| 2012 | Championnats d'Europe             | Helsinki         | 6e       | 5,60 m  |
| 2012 | Jeux olympiques                   | Londres          | 7e       | 5,65 m  |
| 2012 | Ligue de diamant                  | Ligue de diamant | 6e       | détails |
| 2013 | Championnats d'Europe en salle    | Göteborg         | 5e       | 5,71 m  |
| 2013 | Championnats d'Europe par équipes | Dublin           | 1re      | 5,50 m  |
| 2013 | Championnats du monde             | Moscou           | 7e       | 5,75 m  |
| 2013 | Ligue de diamant                  | Ligue de diamant | 5e       | détails |
| 2014 | Championnats du monde en salle    | Sopot            | 3e       | 5,80 m  |
| 2014 | Championnats d'Europe par équipes | Brunswick        | 2e       | 5,62 m  |
| 2014 | Championnats d'Europe             | Zurich           | 3e       | 5,70 m  |
| 2015 | Championnats d'Europe en salle    | Prague           | 7e       | 5,65 m  |
| 2015 | Championnats d'Europe par équipes | Heraklion        | 2e       | 5,75 m  |
| 2015 | Championnats du monde             | Pékin            | 13e      | 5,50 m  |
| 2016 | Championnats du monde en salle    | Portland         | 4e       | 5,75 m  |
| 2016 | Championnats d'Europe             | Amsterdam        | 2e       | 5,60 m  |
| 2016 | Jeux olympiques                   | Rio de Janeiro   | 4e       | 5,75 m  |
| 2016 | Ligue de diamant                  | Ligue de diamant | 5e       | détails |
| 2017 | Championnats d'Europe en salle    | Belgrade         | 4e       | 5,80 m  |
| 2017 | Championnats d'Europe par équipes | Lille            | 4e       | 5,55 m  |
| 2019 | Championnats d'Europe par équipes | Bydgoszcz        | 6e       | 5,56 m  |

## Records
| Épreuve          | Épreuve      | Performance | Lieu           | Date                    |
| ---------------- | ------------ | ----------- | -------------- | ----------------------- |
| Saut à la perche | En plein air | 5,83 m (NR) | Prague         | 2 juin 2016             |
| Saut à la perche | En salle     | 5,80 m      | Sopot Belgrade | 8 mars 2014 3 mars 2017 |